# Blues Trottoir
 (novembre 2010).
Si vous disposez d'ouvrages ou d'articles de référence ou si vous connaissez des sites web de qualité traitant du thème abordé ici, merci de compléter l'article en donnant les références utiles à sa vérifiabilité et en les liant à la section « Notes et références ».
Blues Trottoir est un duo musical français créé par Clémence Lhomme, chanteuse (née le 25 février 1965), avec Olivier Defays, saxophoniste (né le 29 avril 1965), fils de l'acteur Pierre Richard.
Leur titre le plus connu est Un soir de pluie, chanson classée 6e au Top 50 en novembre 1987.
En 1990, leur chanson 24 jours explosifs est interdite d'antenne en raison de la Guerre du Golfe.

## Éléments de discographie
- 1987 : Un soir de pluie
- 1988 : Poker
- 1988 : La Gosse
- 1989 : Liban, chanson collective
- 1989 : Histoires courtes - LP enregistré à New York avec Bette Sussmann, Bashiri Johnson, etc.
- 1990 : 24 jours explosifs